# Aleksandr Tambowcew
Aleksandr Nikołajewicz Tambowcew (ros. Александр Николаевич Тамбовцев; ur. 18 stycznia 1964 w Kałaczejewskim) – radziecki zapaśnik w stylu wolnym.
Olimpijczyk z Igrzysk w Seulu 1988, gdzie zajął czwarte miejsce w kategorii do 82 kg. Brązowy medalista Mistrzostw Świata z 1985 roku. Pierwszy w Pucharze Świata w 1988.
Złoty medalista mistrzostw ZSRR w 1985 i 1988.